# Andrija Maksimović
Andrija Maksimović (Servisch: Андрија Максимовић) (Novi Pazar, 5 juni 2007) is een Servisch voetballer die doorgaans als offensieve middenvelder speelt. Hij verruilde Rode Ster Belgrado in juli 2025 voor RB Leipzig. In 2024 debuteerde Maksimović voor Servië.

## Clubcarrière
Maksimović is afkomstig uit de jeugdacademie van Rode Ster Belgrado. Tijdens het seizoen 2023/24 werd hij verhuurd aan Grafičar Beograd. Hij maakte vier doelpunten in 27 wedstrijden in de Servische tweede klasse. In september 2024 keerde de Serviër terug bij Rode Ster en debuteerde hij in de SuperLiga. Op 3 november 2024 maakte hij zijn eerste doelpunt voor Rode Ster in de SuperLiga tegen FK Vojvodina. Op 1 oktober 2024 debuteerde hij in de UEFA Champions League tegen Internazionale. Op 12 april 2025 werd Maksimović de jongste doelpuntenmaker in de Eeuwige Derby tegen Partizan Belgrado.

## Interlandcarrière
Op 12 oktober 2024 debuteerde Maksimović voor Servië tegen Zwitserland. Hij was toen 17 jaar, 4 maanden en 7 dagen oud en werd zo de jongste debutant ooit voor Servië. Hij viel na 74 minuten in voor Aleksandar Mitrović en zag Servië winnen met 2-0.
1 Gulácsi ·
3 Geertruida ·
4 Orbán  ·
5 Bitshiabu ·
6 Elmas ·
7 Nusa ·
8 Haidara ·
9 Poulsen ·
10 Simons ·
11 Openda ·
13 Seiwald ·
14 Baumgartner ·
16 Klostermann ·
18 Vermeeren ·
19 Silva ·
20 Ouédraogo ·
22 Raum ·
23 Lukeba ·
24 Schlager ·
25 Zingerle ·
26 Vandevoordt ·
30 Šeško ·
31 Sakar ·
39 Henrichs ·
44 Kampl ·
47 Gebel ·
Coach: Rose
· Assistent-coach: Geideck
· Assistent-coach: Zickler